# Megaselia immodesta
Megaselia immodesta är en tvåvingeart som beskrevs av Rudolf Beyer 1965. Megaselia immodesta ingår i släktet Megaselia och familjen puckelflugor. Inga underarter finns listade i Catalogue of Life.